# Chapman Taylor
Chapman Taylor ist der Name eines internationalen Architekten- und Planungsunternehmens. Es ist in 10 Ländern mit 15 lokalen Büros vertreten und war mit verschiedenen Projekten bereits in mehr als 80 Ländern tätig, die den Architekten zahlreiche Auszeichnungen und Preise eingebracht haben. Hauptsitz des Unternehmens ist London, Vereinigtes Königreich.

## Geschichte
Das erste Büro wurde 1959 in London gegründet. Ansehen konnte durch die Gestaltung zahlreicher repräsentativer Büros sowie die Entwicklung von Wohnkomplexen bereits früh gewonnen werden. Darüber hinaus gingen Aufträge von einigen der größten Grundvermögensbesitzer Londons ein. Bis in die 1980er Jahre befand sich das Unternehmen an der Spitze einer weitläufigen Expansion des britischen Einzelhandelssektors und entwarf in dieser Zeit einen Großteil der bis heute erfolgreichen Einkaufszentren. In den frühen 1990er Jahren begann Chapman Taylor, sein anhaltendes Wachstum auf den internationalen Wettbewerb auszuweiten. So wurde das erste Büro außerhalb des Vereinigten Königreichs eröffnet, es folgten zahlreiche Projekte in verschiedenen europäischen Staaten. Im ersten Jahrzehnt des 21. Jahrhunderts wurde der Erfolg des Unternehmens schließlich mit der Expansion auf einen dritten sowie schließlich vierten Kontinent gefestigt.

## Lokale Büros
Lokale Büros sind heute in 10 Ländern vorhanden:
- Großbritannien: London (1959), Bristol (2012), Manchester (2000)
- Belgien: Brüssel (1993)
- China: Peking, Shanghai
- Deutschland: Düsseldorf (1997)
- Indien: Neu-Delhi (2008), Hyderabad
- Polen: Warschau (1999)
- Spanien: Madrid (2000)
- Thailand: Bangkok (2011)
- Tschechien: Prag (1998)
- Vereinigte Arabische Emirate: Abu Dhabi, Dubai

## Großprojekte

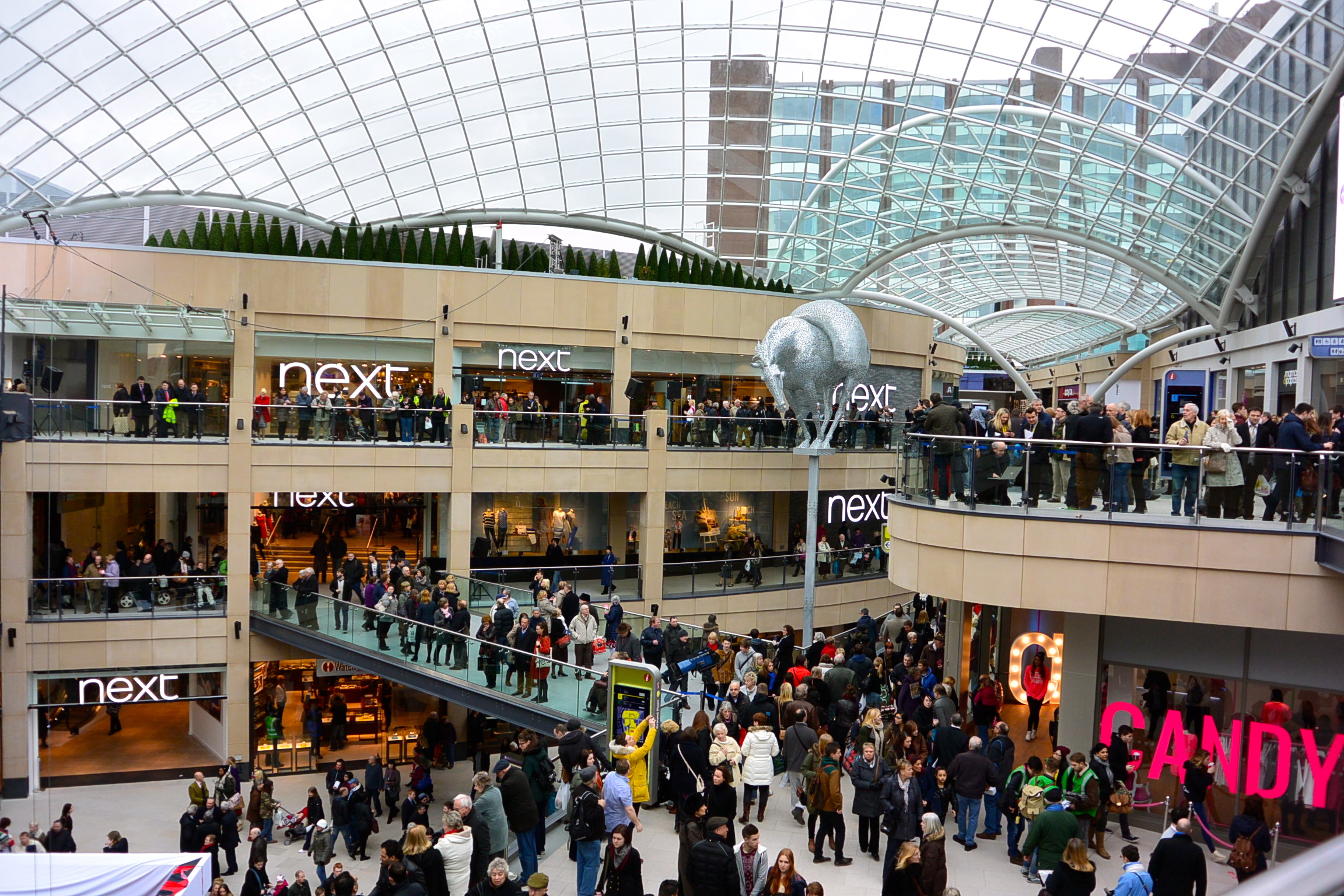
Einkaufszentrum Trinity Leeds

### Großbritannien
- Bahnhof St Pancras, Bahnhof in London, 2006
- Drake Circus, Einkaufszentrum in Plymouth, 2006
- Princesshay, Einkaufsbezirk in Exeter, 2007
- Cabot Circus, Einkaufszentrum in Bristol, 2008
- Heathrow Terminal 5, Flughafenterminal in London, 2008
- St. David's 2, Erweiterung eines Einkaufszentrums in Cardiff, Wales, 2009
- MediaCityUK, Gewerbe- und Unterhaltungszentrum in Manchester, 2011
- Trinity Leeds, Einkaufszentrum in Leeds, 2013

### International
- Airgate, Düsseldorf Airport City (Deutschland), 2007–2009
- Jahrhunderthalle, Veranstaltungshalle in Breslau (Polen), Renovierung 2010
- NOI Techpark Südtirol/Alto Adige, Bozen (Italien), 2015–2017
- Sun Plaza, Einkaufszentrum in Bukarest (Rumänien), 2010
- Park View Grand Spa, Luxus-Wohnkomplex in Gurugram (Indien)
- Dreiländergalerie, Einkaufszentrum in Weil am Rhein (Deutschland), 2022

## Auszeichnungen
- West Yorkshire Buildings Excellence Award für Trinity Leeds
- Yorkshire Property Award für Trinity Leeds
- Architekturfirma des Jahres 2012 vom EuropaProperty CEE Retail Real Estate Awards
- RLI Award 2012 für Forum Sintra